# Мирне (Лиманська міська громада)
Мирне (до 2016 року — Дзержинське) — селище в Україні, в Лиманській міській територіальній громаді Краматорського району Донецької області. У селі мешкає 18 осіб.
Розташоване на березі річки Жеребця, на протилежному березі — село Ямполівка. Неподалік знаходилось колишнє село Білогорівка.